# Ratsey & Lapthorn
Ratsey & Lapthorn ist eine englische Segelmacherei in der Medina Road in Cowes auf der Isle of Wight. Die Firma hatte von 1902 bis 1982 eine Filiale in der Schofield Street auf City Island (Bronx), in New York. Ratsey & Lapthorn war damit einer der ältesten und größten Segelhersteller in den Vereinigten Staaten.

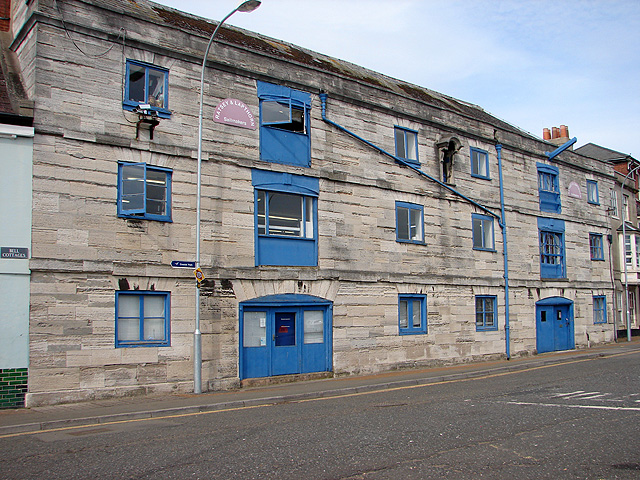
Segelmacherei Ratsey & Lapthorn, Cowes, Isle of Wight, 2008

## Geschichte
Im Jahr 1790 gründete George Rogers Ratsey die Segelmacherei „Ratsey Sailmakers“ in Cowes auf der Isle of Wight. Im Jahr 1795 war Lord Collingwood von der britischen Admiralität begeistert von der Qualität der Segel, die ihm von Ratsey präsentiert wurden. Daher bestellte die Admiralität einige Segel für die Victory, die Lord Nelson auch 1805 in der Schlacht von Trafalgar erfolgreich einsetzte. Das Toppsegel aus der Schlacht ist erhalten und wird im National Museum of the Royal Navy Portsmouth ausgestellt, komplett mit Löchern der Kanonenkugeln. Im Jahr 1825 etablierte James Lapthorn die Werkstatt seiner Segelmacherei in Gosport.

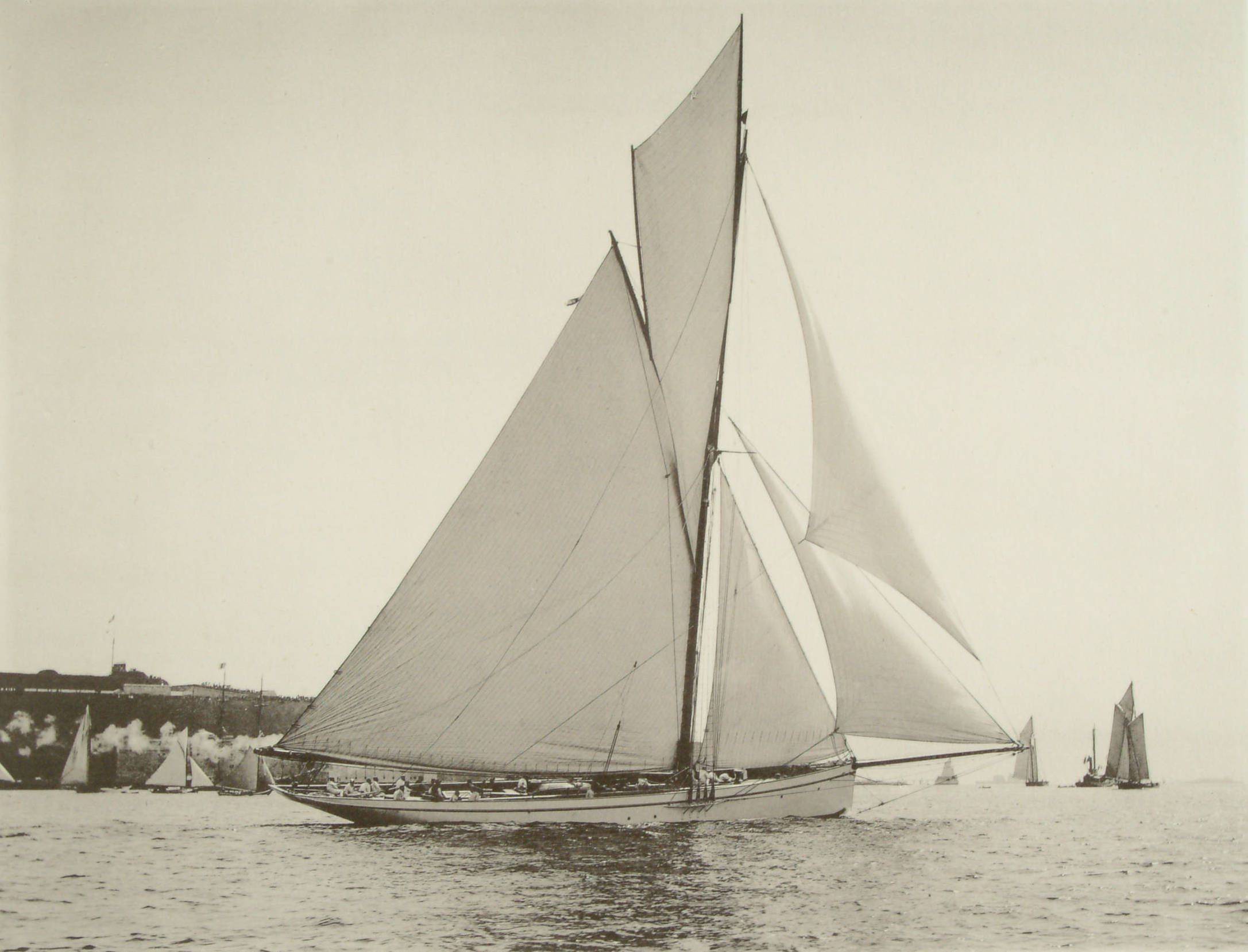
America’s Cup Challenger Galatea, 1886

## Fusion der Segelmacher Ratsey und Lapthorn

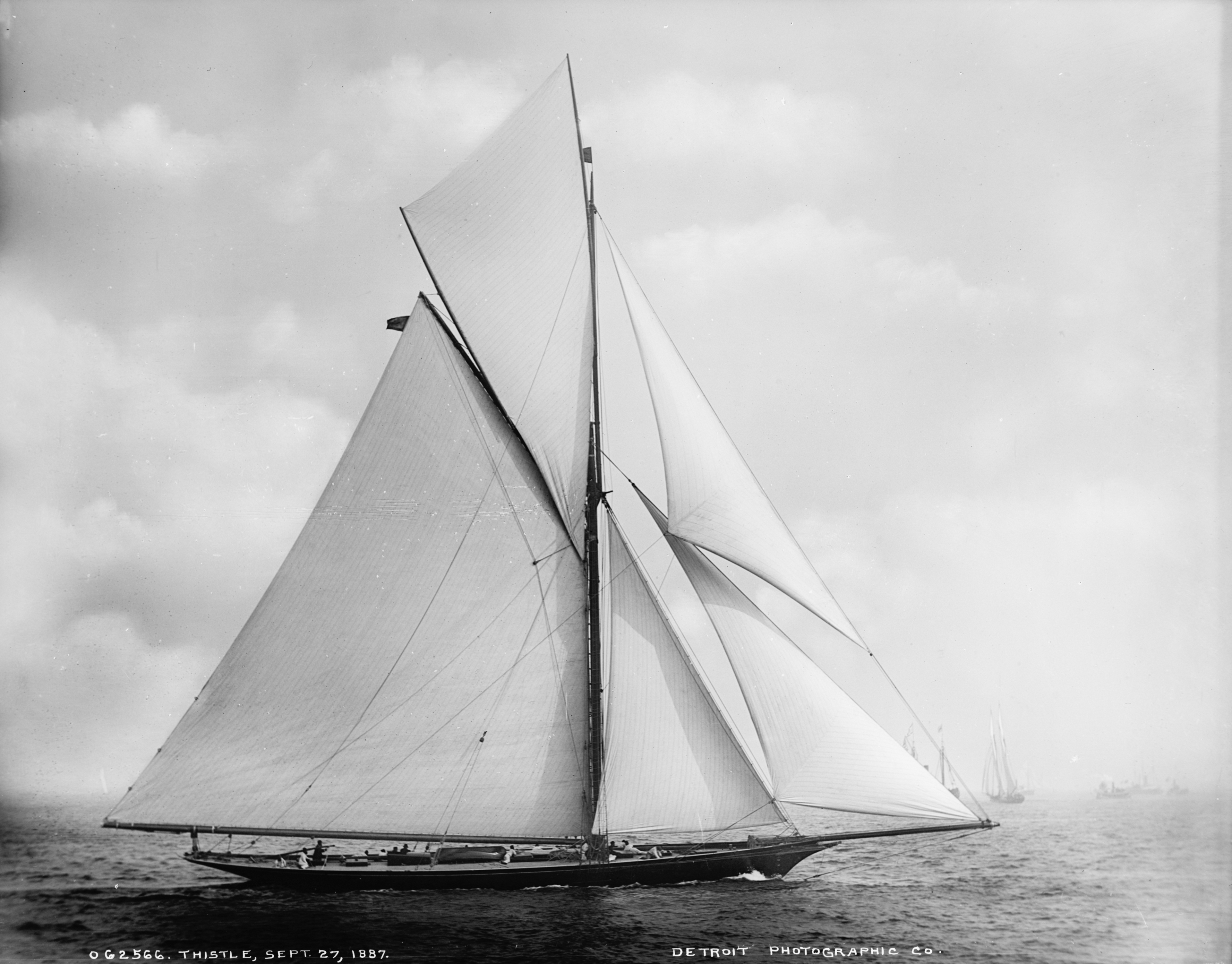
America’s Cup Challenger Thistle, 1887

Zunächst stand Ratseys Firma im Schatten der Lapthorn Segelmacherei, aber seine Perspektiven waren so groß, dass dieser 1882 eine Fusion einleitete, um die langlebige Firma „Ratsey & Lapthorn“ zu bilden. Tom Ratsey war dann bis Shamrock IV (Eigner: Sir Thomas Lipton) persönlich für die Segel aller britischen America’s Cup Herausforderer (englisch challenger) verantwortlich, nachdem er im Alter von 20 Jahren zum ersten Mal als Crewmitglied auf der Livonia mitgesegelt war. Seine kontinuierliche Beteiligung am America’s Cup begann mit der Thistle Herausforderung von 1887, als sein enger Freund, der Yachtkonstrukteur George Lennox Watson ihn in seine Entwürfe früh einbezog. Seine Anwesenheit in New York während dieser Herausforderung legte den Grundstein für viele lebenslange Freundschaften und die spätere Expansion von „Ratsey & Lapthorn“ in die USA. Die Firmen Ratsey aus Cowes und Lapthorn aus Gosport fusionieren im Jahr 1889 zu „Ratsey & Lapthorn Ltd.“ (R&L) an dem Standort Cowes, nachdem sie als Einzelfirmen abwechselnd fünf britische Herausforderer-Yachten für den America’s Cup mit Segeln ausgestattet hatte:
- 1870 Lapthorn Sailmakers für Cambria, Eigner: James Lloyd Ashbury
- 1871 Ratsey Sailmakers für Livonia, Eigner: James Lloyd Ashbury
- 1885 Lapthorn Sailmakers für Genestra, Eigner: Sir Richard Sutton
- 1886 Lapthorn Sailmakers für Galatea, Eigner: Lt. William Henn
- 1887 Ratsey Sailmakers für Thistle, Eigner: James H. Bell

Danach rüstete Ratsey & Lapthorn in den folgenden America’s Cup Wettbewerben diese Yachten aus:
- 1893 den britischen Herausforderer Valkyrie II, Eigner: Windham Thomas Wyndham-Quin
- 1895 den britischen Herausforderer Valkyrie III, Eigner: Windham Thomas Wyndham-Quin
- 1899 den britischen Herausforderer Shamrock, Eigner: Sir Thomas Lipton
- 1901 den britischen Herausforderer Shamrock II, Eigner: Sir Thomas Lipton

## Expansion nach New York

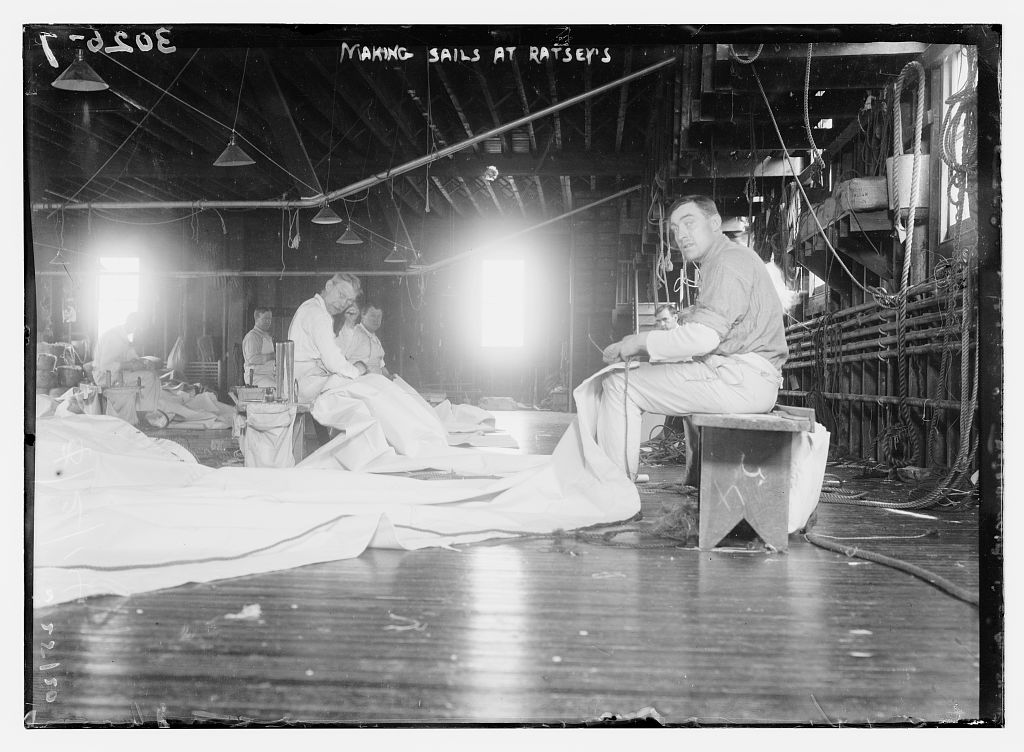
Segelmacherei Ratsey & Lapthorn in City Island (Bronx), New York, 1914

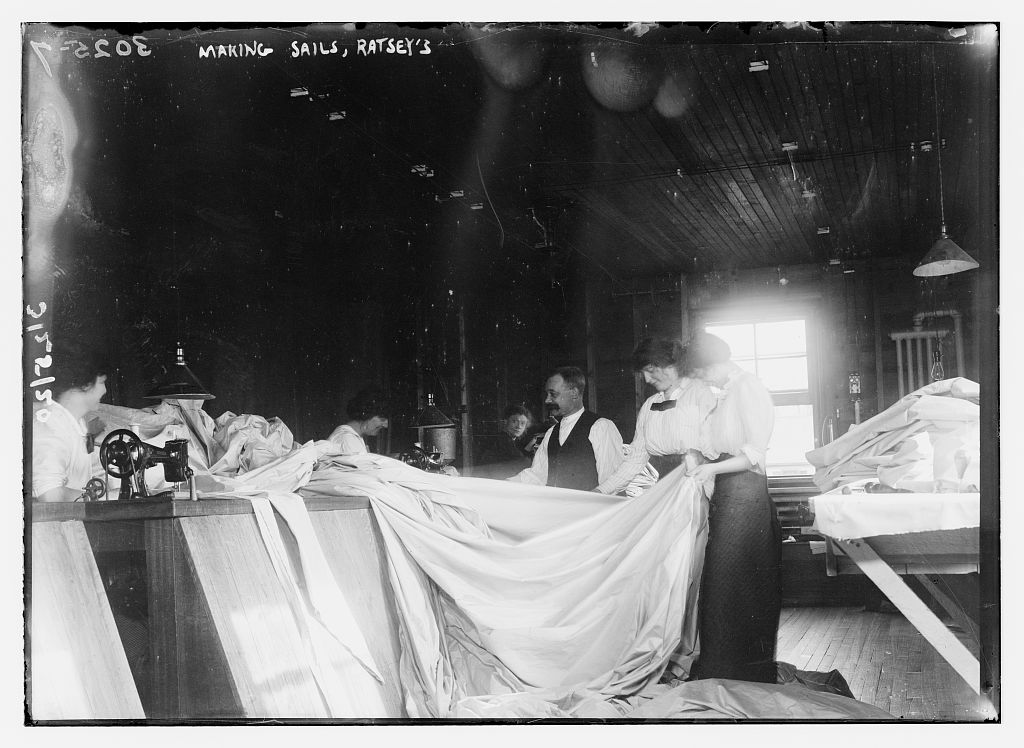
Segelmacherei Ratsey & Lapthorn in City Island (Bronx), New York, 1914

Thomas Ratseys Teilnahmen an den America’s-Cup-Rennen 1895, 1899 und 1901 waren außerordentlich werbewirksam. Bei all diesen Gelegenheiten nahm er bedeutende Aufträge von amerikanischen Seglern entgegen, die sein einzigartiges Talent erkannten. Im Jahr 1901 drängten ihn viele von ihnen, in den USA eine Werkstatt zu errichten. Thomas Ratsey erkannte den erheblichen Wettbewerbsvorteil und die Chance, das America’s-Cup-Segeln zu dominieren, und so gründet R&L im Jahr 1902 eine Filiale der Segelmacherei in der Bootswerft von Robert Jacob auf City Island, New York. Der US-amerikanische Privatbankier J. P. Morgan (1837–1913), ein Unterstützer und früher Befürworter von Ratsey & Lapthorn, beauftragt die New Yorker Werkstatt mit der Herstellung der Segel für seine private Yacht Corsair. Die neue Filiale in New York erhielt sofort den Auftrag, die Segel für den amerikanischen America’s-Cup Verteidiger (englisch defender) Columbia zu fertigen.
Ratsey & Lapthorn wurde so zum größten Segelmacher der Welt, der an seinen Standorten über 180 Segelmacher beschäftigte. Dies ermöglichte es ihnen, Segel sowohl für die Verteidiger am America’s Cup in den USA als auch für die Herausforderer aus Großbritannien herzustellen, und so entwickelte sich eine wettbewerbsfähige, aber freundschaftliche Rivalität zwischen ihren Werkstätten.
Im 12. America’s Cup 1903 rüsteten Ratsey & Lapthorn, New York, den US-Defender Reliance mit allen Segeln aus. Im gleichen Jahr kamen die Segel des britischen Challenger Shamrock III aus der Werkstatt von Ratsey & Lapthorn in Cowes. Im Jahr 1917 eröffnete George Ratsey nach 15 erfolgreichen Jahren in New York, eine neue Werkstatt auf City Island mit drei Stockwerken, jede über 150 Fuß (45,72 m) lang, und damals die größte Segelmacherei der Welt.
Mit Erfolgen auf den Märkten für die beste Baumwolle und der Einführung neuer Herstellungstechniken unter Einsatz von Hitze, Druck und Chemikalien basierte Ratsey & Lapthorn stets auf Innovation durch Wissenschaft und Materialien, die schnellere Yachten ermöglichten. James Lapthorn entwickelt 1930 ein neues Baumwollgarn aus dem Sudan. Mit einem Gewicht von 29,03 Unzen (823 Gramm) war er der schwerste Stoff, der jemals für die Segelherstellung verwendet wurde. Trotz seines exorbitanten Preises wurde er für die Yacht Enterprise, den US-Verteidiger des 14. America’s Cup 1930, und für den mit einer Länge von 220 Fuß (67,05 m) größten Schoner der Welt die Migrant verwendet

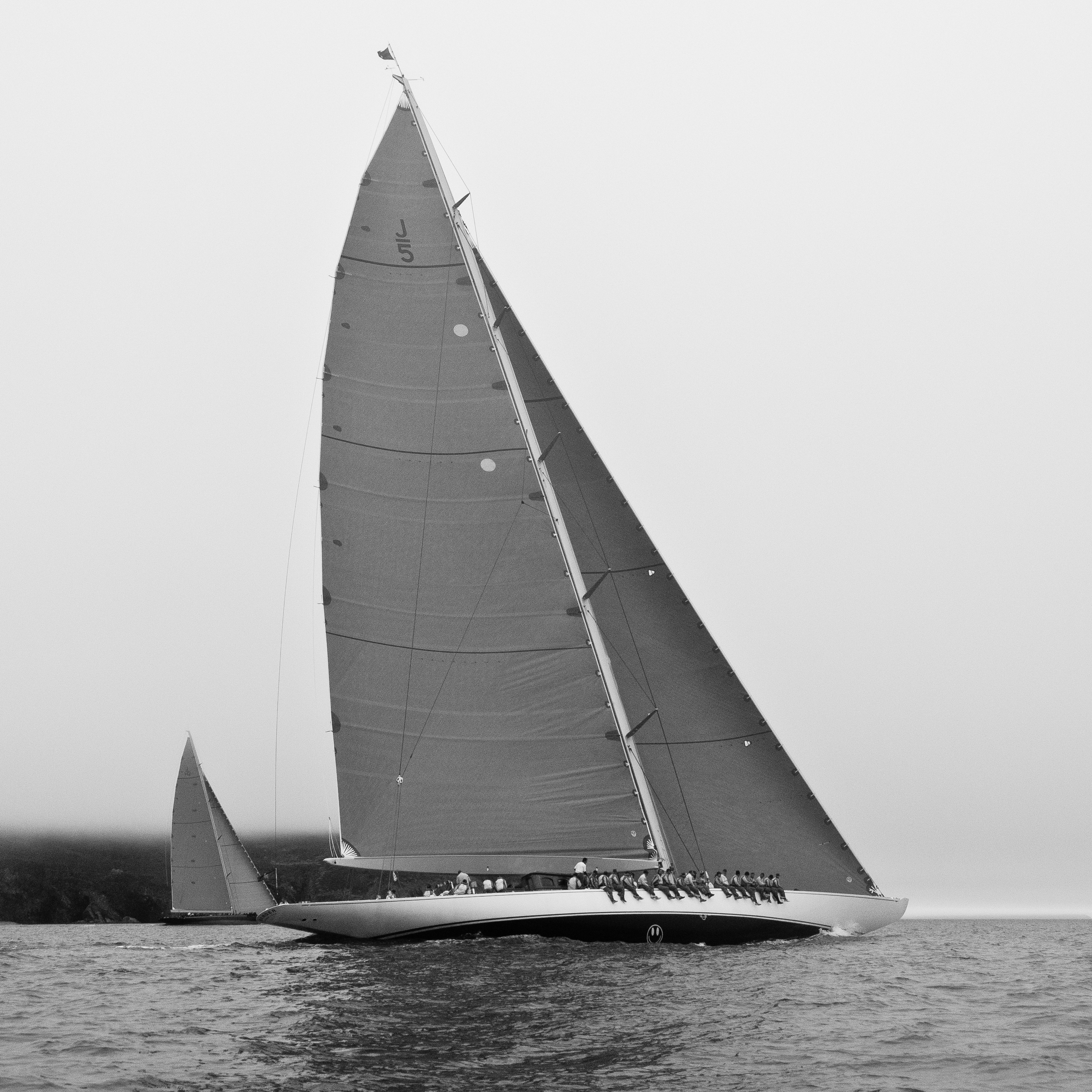
US-Defender Ranger, 2012

Im 15. America’s Cup 1934 stellte R&L New York wieder die Segel für den US-Defender Rainbow von Eigner Harold S. Vanderbilt mit einem nahezu perfekten Großsegel, während der britische Challenger Endeavor von Eigner Thomas Sopwith natürlich die Segel aus der R&L Werkstatt in Cowes bekam. Beim nächsten 16. America’s Cup 1937 der bei Kontrahenten waren Ratsey & Lapthorn wieder auf beiden Seiten aktiv. Die Werkstatt in New York belieferte den US-Defender Ranger von Harold S. Vanderbilt und die Werkstatt in Cowes den britischen Challenger Endeavor II von Thomas Sopwith mit Segelmacher George Ratsey an Bord.
Nach Kriegseintritt der USA im Jahr 1942 in den Zweiten Weltkrieg rüstet R&L die US-Streitkräfte mit maßgeschneiderten Planen aus, darunter Panzerabdeckungen, und entwickelt in Zusammenarbeit mit der Luders-Werft ein Rettungsboot für abgeschossene Flieger, das am Fahrwerk eines Flugzeugs befestigt wurde und von dort zu ihnen abgeworfen werden konnte.
Nach Kriegsende wurde zum 17. America’s Cup im Jahr 1958, bei R&L für den US-Defender 12mR Columbia aus der New Yorker Werkstatt 27 Segel geliefert. Der britische Challenger  12mR Sceptre wurde über den englischen Stammsitz beliefert. Colin Ratsey segelt an Bord des amerikanischen Bootes, während George Ratsey für die Briten als Crew segelte.
Nach dem Verschwinden der großen Segelyachten und der Einführung moderner synthetischer Stoffe verkünden Ratsey & Lapthorn 1982 die Schließung der New Yorker Werkstatt. Die Segelherstellung wird bis heute in Cowes unter der Leitung von Andy Cassell fortgesetzt. R&L ist nach wie vor auf klassische Segel spezialisiert und gehören zu den wenigen Werkstätten auf der Welt, die ein traditionelles Segel herstellen können. Der Hauptstoff ist 18-Unzen-Baumwoll-Canvas, das R&L von Halley Stephensons in Dundee bezieht. Die Baumwolle stammt aus nachhaltigen Quellen und ist BCI-zertifiziert. Vor der Erfindung synthetischer Stoffe wurde Segeltuch aus ägyptischer Baumwolle hergestellt und in Dundee befanden sich traditionell die besten Webereien.